# Villeneuve-de-Marc
Villeneuve-de-Marc – miejscowość i gmina we Francji, w regionie Owernia-Rodan-Alpy, w departamencie Isère.
Według danych na rok 1990 gminę zamieszkiwało 777 osób, a gęstość zaludnienia wynosiła 30 osób/km² (wśród 2880 gmin regionu Rodan-Alpy Villeneuve-de-Marc plasuje się na 923. miejscu pod względem liczby ludności, natomiast pod względem powierzchni na miejscu 310.).